# Charlotta Adlerova
Charlotta Adlerova (* 8. April 1908 in Berlin; † 1989 in São Paulo) war eine deutschbrasilianische Malerin, Zeichnerin und Illustratorin.

## Leben und Werk
Adlerová wurde am 8. April 1908 in Berlin geboren. Sie besuchte 1926 in Berlin-Charlottenburg die Kunstgewerbeschule  (Vereinigte Staatsschulen für freie und angewandte Kunst) und studierte um 1930 Modedesign bei Assaf Kenan (1895–1953) an der Reimann-Schule. Sie malte in dieser Zeit in Berlin noch expressionistisch. Diese auch teils bauhausgeprägte Ausbildung schlug sich später positiv in ihrem Lebenslauf nieder, insbesondere für ihre Arbeit für Artdirectors. 
1939 flüchtete sie vor dem Nationalsozialismus und gelangte mit dem Schiff am 14. Februar 1939 in Santos an und ließ sich in São Paulo nieder, wo sie in Brasilien eingebürgert wurde. Sie studierte ab 1952 Malerei bei Valdemar da Costa und nahm ab Ende der 1950er Jahre als Teilnehmerin im Atelier Abstração von Samson Flexor teil. In dieser Zeit wurde ihre Kunst geometrisch-abstrakt.
Mit ihren Arbeiten war sie einer der Pioniere der Werbegeschichte in Brasilien, was ihr 1965 eine Soloausstellung in New York City einbrachte. Sie beteiligte sich bei den Gruppenausstellungen zwischen 1957 und 1968 an dem VI., VII., XIV., XV. und XVII. Salão Paulista de Arte Moderna (SPAM) in der Galeria Prestes Maia in São Paulo und nahm an der XI. Internationalen Biennale von São Paulo teil.

## Einzelausstellungen
- 1965: J. W. Thompson Company (heute JWT), New York, USA.
- 1978: Museu de Arte Moderna de São Paulo, São Paulo
- 1979: Rückblick 50 Jahre Charlotta, Eugene Villien Gallery, São Paulo
- 1982: Xerographien, SESC Pompéia, São Paulo
- 1986: Charlotta, Graphische Forschung, Faculdade Santa Marcelina, São Paulo